# Retirada de Joe Biden de las elecciones presidenciales de Estados Unidos de 2024

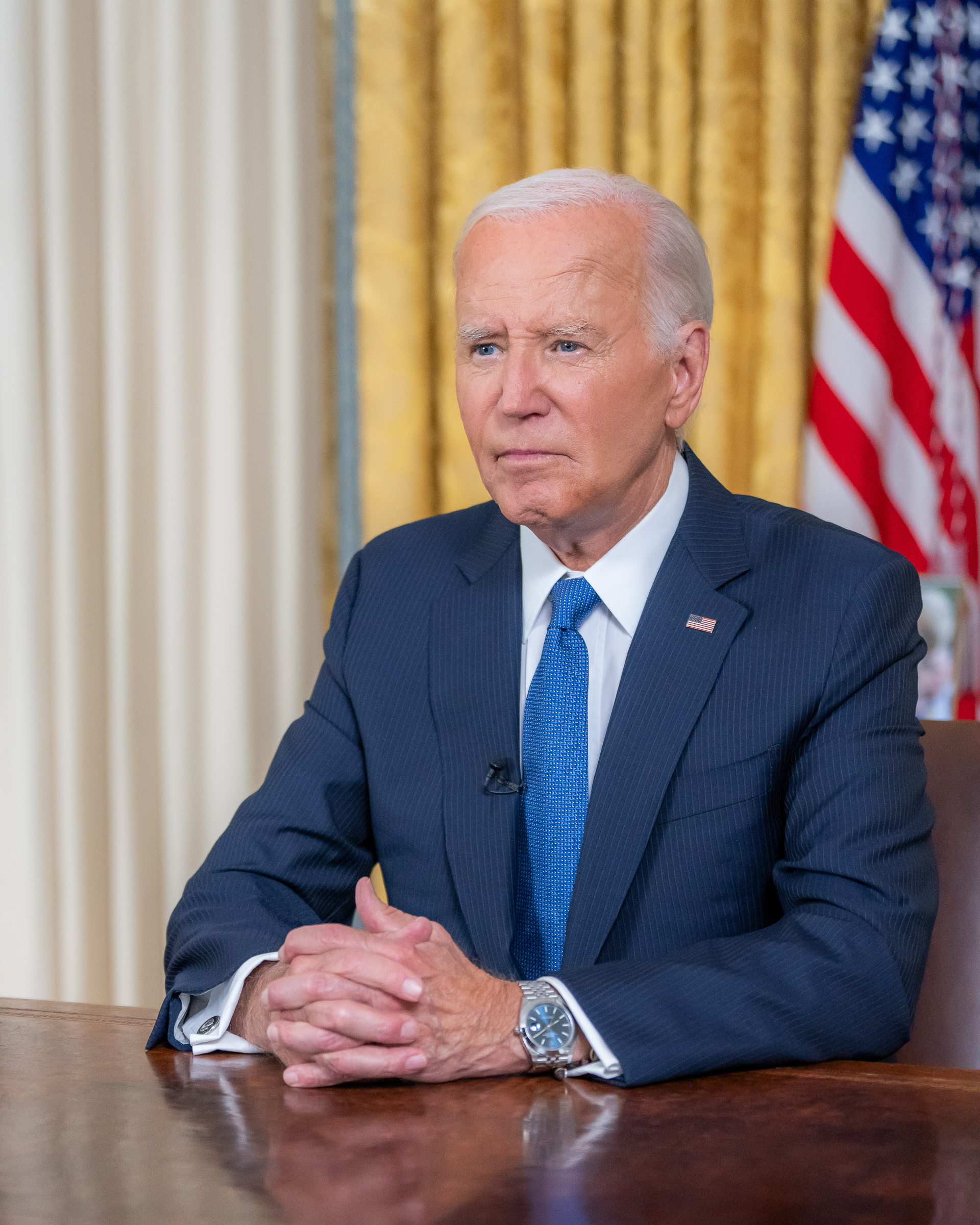
Biden pronuncia un discurso televisado desde la Oficina Oval el 24 de julio de 2024, sobre su retirada de las elecciones presidenciales.

El 21 de julio de 2024, Joe Biden, el ex presidente de los Estados Unidos por el Partido Demócrata, anunció su retirada de las elecciones presidenciales de Estados Unidos de 2024 y respaldó a la vicepresidenta Kamala Harris como su reemplazo. Kamala Harris perdió las elecciones.
Biden había anunciado que se presentaría a la reelección en las elecciones presidenciales de 2024 el 25 de abril de 2023, con Harris nuevamente como su compañera de fórmula. Biden ganó una abrumadora mayoría de delegados en las primarias presidenciales del Partido Demócrata de 2024 y ya era considerado el probable candidato antes de que terminaran las primarias. Sin embargo, durante su presidencia habían surgido preocupaciones públicas sobre la edad y la salud de Biden, en particular sobre su aptitud para el cargo y su capacidad para llevar adelante un segundo mandato.
Estas preocupaciones aumentaron después de un debate entre Biden y el candidato del Partido Republicano Donald Trump el 27 de junio de 2024. El desempeño de Biden fue ampliamente criticado; comentaristas señalaron que con frecuencia perdía el hilo de sus pensamientos y daba respuestas erráticas, tenía una apariencia vacilante, hablaba con voz ronca y no recordaba estadísticas ni expresaba coherentemente su opinión en varias ocasiones. Posteriormente, Biden enfrentó llamados a retirarse de la carrera por parte de sus compañeros demócratas y de los consejos editoriales de los principales medios de comunicación del país. Para el 19 de julio de 2024, 5 días después la tentativa de asesinato de Donald Trump, más de 30 demócratas de alto rango habían pedido su retirada.
Biden insistió repetidamente durante semanas después del debate que seguiría siendo candidato, a pesar de numerosos pedidos de que se retirara. Sin embargo, el 21 de julio de 2024, retiró su candidatura a través de una carta firmada publicada en su cuenta personal de Twitter, escribiendo que esto era «en el mejor interés de mi partido y del país», al tiempo que afirmó que continuaría sirviendo como presidente hasta la conclusión de su mandato. Biden fue el primer presidente en ejercicio desde Lyndon B. Johnson en 1968 en retirarse de una carrera por la reelección, el primero desde el siglo XIX en retirarse después de cumplir un solo mandato, y el único en retirarse después de haber ganado las primarias.

## Antecedentes

### Presidentes anteriores que no buscaron la reelección
Históricamente, la mayoría de los presidentes estadounidenses en funciones que completaban un mandato completo optaban por postularse para un segundo. Los siguientes presidentes eran elegibles para la reelección después de completar al menos un mandato completo en el cargo, pero decidieron no postularse:
- James K. Polk (en el cargo entre 1845 y 1849): cumplió su promesa de campaña de cumplir solo un mandato.
- James Buchanan (en el cargo entre 1857 y 1861): cumplió su promesa de campaña de cumplir solo un mandato.
- Rutherford B. Hayes (en el cargo entre 1877 y 1881): cumplió su promesa de campaña de cumplir solo un mandato.
- Calvin Coolidge (en el cargo entre 1923 y 1929): decidió no postularse después de cumplir un mandato parcial y un mandato completo.
- Harry S. Truman (en el cargo entre 1945 y 1953): se retiró de la carrera después de cumplir un mandato parcial y un mandato completo.
- Lyndon B. Johnson (en el cargo entre 1963 y 1969): se retiró de la carrera después de cumplir un mandato parcial y un mandato completo.

Aprobada por el Congreso en 1947 y ratificada por los estados en 1951, la Vigesimosegunda Enmienda a la Constitución de los Estados Unidos impone un límite de dos mandatos completos a los presidentes.  Antes del límite de mandatos, muchos presidentes (aunque no todos) seguían una tradición informal de dos mandatos después de un precedente establecido por George Washington, quien decidió no presentarse a la reelección después de cumplir dos mandatos.

### Biden como candidato puente
Durante las elecciones presidenciales de 2020, Biden se presentó como un candidato «puente» hacia una nueva generación de liderazgo. Sin embargo, Biden negó las afirmaciones de Politico de que estaba considerando comprometerse a un solo mandato. Cuando la campaña de Biden comenzó a recibir críticas por su edad y salud en 2024, Axios citó al académico Anthony Fowler diciendo: «Se podría decir que está tratando de tener las dos cosas a la vez. Está tratando de decirle a la gente: 'No se preocupen, solo me postularé para un mandato', sin prometerlo explícitamente en ningún momento».

### Candidatura de Biden
El 25 de abril de 2023, después de meses de especulaciones, Biden confirmó que se postularía para la reelección como presidente en las elecciones presidenciales de 2024, con la vicepresidenta Kamala Harris nuevamente como su compañera de fórmula. La campaña se lanzó cuatro años después del inicio de su campaña presidencial de 2020. El día de su anuncio, una encuesta de Gallup encontró que el índice de aprobación de Biden era del 37%, y la mayoría de los encuestados dijeron que la economía era su mayor preocupación. Durante su campaña, Biden promovió un mayor crecimiento económico y la recuperación tras la pandemia de COVID-19. Con frecuencia manifestó su intención de «terminar el trabajo» como un eslogan político.
Biden hizo de la protección de la democracia estadounidense un foco central de su campaña, junto con la restauración del derecho federal al aborto tras la anulación del caso Roe contra Wade por parte de la Corte Suprema. También tenía la intención de aumentar la financiación para la patrulla fronteriza y la seguridad, y aumentar la financiación para la aplicación de la ley junto con la reforma policial. Biden prometió apoyar, proteger y ampliar los derechos LGBT y con frecuencia promocionó su aprobación anterior de la Ley de Empleo e Inversión en Infraestructura, la Ley de Chips y Ciencia y la Ley de Reducción de la Inflación para combatir cambio climático.
Biden hizo del fortalecimiento de las alianzas estadounidenses un objetivo clave de su política exterior, y prometió seguir apoyando a Ucrania tras la invasión rusa del país y a Israel tras su guerra con Hamás, describiéndolos como «vitales» para los intereses de seguridad nacional de Estados Unidos. Biden prometió continuar los esfuerzos para abordar la violencia armada y defender la Ley del Cuidado de Salud a Bajo Precio luego de los comentarios de Donald Trump que sugirieron que derogaría la ley. Biden propuso aumentar los impuestos a los ricos a través de un «impuesto a la renta mínima multimillonaria» para reducir el déficit y financiar servicios sociales para los pobres.
Se describió que la política comercial de Biden rechazaba la política económica neoliberal tradicional y el Consenso de Washington que dio lugar a la deslocalización de la industria manufacturera y, por tanto, provocó una mayor reacción populista. Biden propuso y promulgó aranceles específicos contra industrias chinas estratégicas para proteger los empleos manufactureros y contrarrestar las ambiciones tecnológicas y militares de China. Biden no estuvo en la boleta electoral en las primarias de Nuevo Hampshire del 23 de enero, pero las ganó en una campaña por escrito con el 63,8% de los votos. Quería que Carolina del Sur fuera la primera primaria y ganó ese estado el 3 de febrero con el 96,2% de los votos. Biden recibió el 89,3% de los votos en Nevada y el 81,1% de los votos en Míchigan, y las opciones «ninguno de estos candidatos» y «no comprometidos» ocuparon el segundo lugar en cada estado, respectivamente. El 5 de marzo («Supermartes»), ganó 15 de 16 primarias, obteniendo el 80% o más de los votos en 13 de ellas. El 12 de marzo, alcanzó más de los 1968 delegados necesarios para ganar la nominación demócrata, convirtiéndose en el presunto candidato.

### Edad y salud de Biden
En su investidura presidencial, Biden prestó juramento a los 78 años, lo que lo convirtió en la persona de mayor edad en asumir la presidencia. Biden era mayor cuando asumió el cargo que cualquier otro presidente al dejar el cargo. Durante su presidencia surgieron preocupaciones de salud en torno a Biden, principalmente por su edad y su capacidad para desempeñar un segundo mandato. En un informe del Journal on Active Aging, los médicos señalaron que tenía un «perfil de salud excepcional» en relación con su edad, y una evaluación médica realizada por el médico Kevin O'Connor dio fe de su agudeza física. Dan Zak de The Washington Post, describió al gobierno estadounidense como una gerontocracia con la investidura de Biden.
En julio de 2024, The New York Times informó que Kevin Cannard, un neurólogo del Centro Médico Militar Nacional Walter Reed especializado en trastornos del movimiento como la enfermedad de Parkinson, visitó la Casa Blanca ocho veces en los últimos ocho meses, incluida una reunión con el médico de Biden. El informe generó controversia ya que O'Connor lo refutó, citando las apariciones de Cannard durante la administración de Barack Obama y el personal dentro de la Casa Blanca que sufre de trastornos neurológicos.

### Debate con Trump
Biden y Trump se enfrentaron en un debate televisado el 27 de junio de 2024. La actuación de Biden en el mismo fue criticada en particular, en la que tuvo una apariencia vacilante y habló con voz ronca, y no logró recordar estadísticas ni expresar coherentemente su opinión en varias ocasiones. Trump fue declarado ganador del debate por columnistas de The Hill, CNN, Politico, The New York Times, USA Today, Business Insider, y Vox. Columnistas de MSNBC, The Guardian, y Los Angeles Times argumentaron que si bien Trump no ganó el debate, Biden perdió. Las encuestas también indicaron que la mayoría del público creía que Trump había ganado. Tras la actuación de Biden en el debate, muchos demócratas fueron descritos como habiendo «entrando en pánico» y le pidieron a Biden que se retirara de la carrera, lo que llevó a una agitación política dentro del partido.

## Secuelas del debate
El 17 de julio, ABC News informó que el líder de la minoría de la Cámara de Representantes, Hakeem Jeffries, y el líder de la mayoría del Senado, Chuck Schumer, se habían reunido con Biden los días 12 y 13 de julio, respectivamente, y le habían expresado su preocupación por las pérdidas demócratas en el Congreso. Según se informa, Biden le dijo a Schumer que necesitaba otra semana para tomar una decisión. Jeffrey Katzenberg, copresidente de campaña, supuestamente advirtió a Biden el 17 de julio que los donantes estaban dejando de financiar su campaña, aunque Katzenberg cuestionó esa caracterización de su discusión.
Esa noche, Biden dio positivo por COVID-19. Experimentó síntomas leves, que incluyen tos, secreción nasal y «malestar general». Sin embargo, las imágenes de él luciendo frágil saliendo del Air Force One camino al aislamiento en su residencia en Rehoboth Beach, Delaware, alimentaron más especulaciones sobre su salud. The New York Times informó que Biden se mostró «más receptivo» a retirar su nominación. En conversaciones telefónicas, la expresidenta de la Cámara de Representantes, Nancy Pelosi, le dijo a Biden que era pesimista sobre su candidatura. El 18 de julio, Axios informó que los demócratas creían que Biden abandonaría las elecciones, citando la presión de Jeffries y Schumer, las encuestas internas y las críticas. The New York Times informó ese día que Biden estaba considerando la posibilidad de retirarse. En la tarde del 20 de julio, Biden comenzó a planificar una posible salida de la carrera con asesores cercanos y se comprometió plenamente con la decisión en la mañana del 21 de julio.
Antes de la retirada de Biden, los críticos y los medios utilizaron la palabra Joever, un acrónimo de Joe y over («acabado», terminado»), para describir el estado de la campaña de Biden. El término se originó a partir de una publicación de 4chan de 2020 que se burlaba de la percibida incapacidad de Biden para ganar las elecciones de 2020, y rápidamente se convirtió en un meme de Internet, particularmente en Twitter. El meme de Joever recibió una gran prominencia en 2024 a medida que crecían las preocupaciones sobre su estado físico y su salud.

## Reacciones de la campaña de Biden
La campaña de Biden empleó una estrategia para reducir la tenacidad de los comentarios que buscaban la retirada de Biden hasta que fue nominado formalmente en una presunta votación nominal virtual antes de la Convención Nacional Demócrata, con lo que buscaban que se agotara el tiempo.
En respuesta a las críticas posteriores al debate, Biden anunció varias políticas progresistas, incluida una reforma de la Corte Suprema para imponer límites a los mandatos y un código de ética vinculante, una enmienda constitucional para instituir la autoridad procesal para las acciones presidenciales, una prohibición nacional de armas de asalto y limitar los aumentos de alquiler.

## Retiro
El 21 de julio, la cuenta oficial en Twitter del presidente Joe Biden publicó una carta anunciando su retirada. En la carta, escribió: «Y si bien mi intención ha sido buscar la reelección, creo que lo mejor para mi partido y para el país es que me retire y me concentre únicamente en cumplir mis deberes como presidente para el lo que queda de mi mandato». Más tarde, ese mismo día, una publicación de la misma cuenta respaldó a Harris, vicepresidente desde 2021, como su reemplazo en la carrera presidencial.

## Reemplazo como candidato

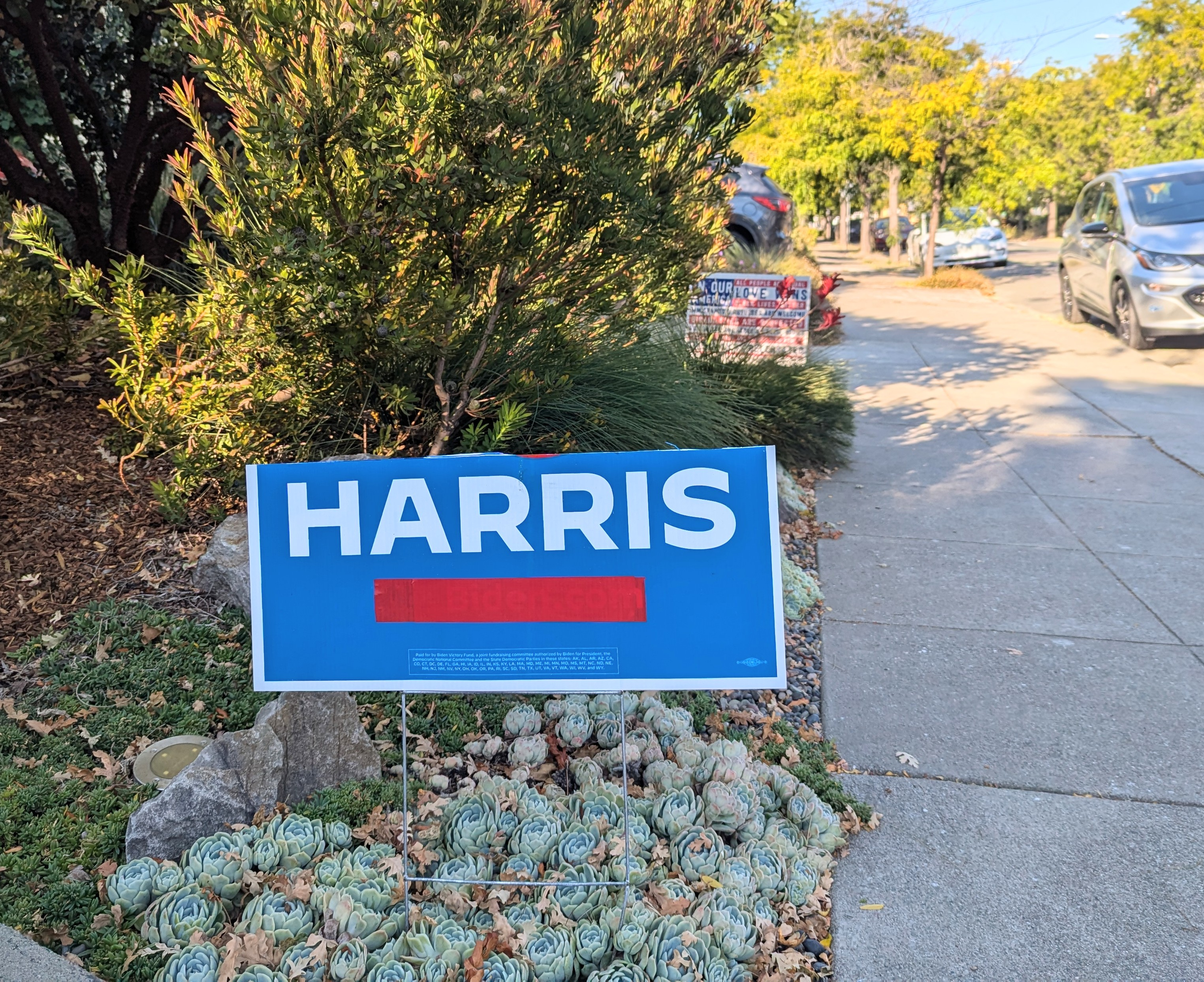
Un letrero de jardín de la campaña Biden/Harris con el nombre de Biden eliminado, en Oakland, California, el día después de que Biden se retirara.

Los delegados comprometidos a Biden quedaron liberados con su renuncia a la carrera. Un candidato que reciba 300 firmas de los delegados aparecerá en la boleta de la convención. Un candidato debe recibir la mayoría de los votos de los delegados en la convención para convertirse en el nominado; Si ningún candidato recibe inicialmente la mayoría de votos, se permite que 700 superdelegados adicionales voten por un candidato. Los casi 3800 delegados previamente comprometidos con Biden quedaron sin consolidar. A pesar del respaldo de Biden a Harris, las reglas del Comité Nacional Demócrata no requieren que estos delegados sigan su recomendación y apoyen a su sucesor seleccionado.
En una encuesta entre delegados realizada por Associated Press el 22 de julio de 2024, Kamala Harris se convirtió en la nueva presunta candidata después de recibir el compromiso de más de la mitad de los delegados.

## Respuestas políticas

### En los Estados Unidos

#### Partido Demócrata
Los expresidentes Bill Clinton y Barack Obama elogiaron el trabajo de Biden como presidente, y Obama escribió que «Joe Biden ha sido uno de los presidentes más importantes de Estados Unidos» y que Biden «no tomaría esta decisión a menos que creyera que era correcta para Estados Unidos». Muchos demócratas elogiaron la decisión de Biden como «desinteresada», como el congresista de Carolina del Sur Jim Clyburn, el asesor de Obama David Axelrod y el congresista de Ohio Greg Landsman, y el líder de la mayoría del Senado, Chuck Schumer, escribió que Biden «una vez más puso a su país, a su partido, y nuestro futuro primero» sobre sí mismo. La ex secretaria de Estado y candidata presidencial Hillary Clinton hizo lo propio y respaldó a Harris.

#### Campaña de Trump

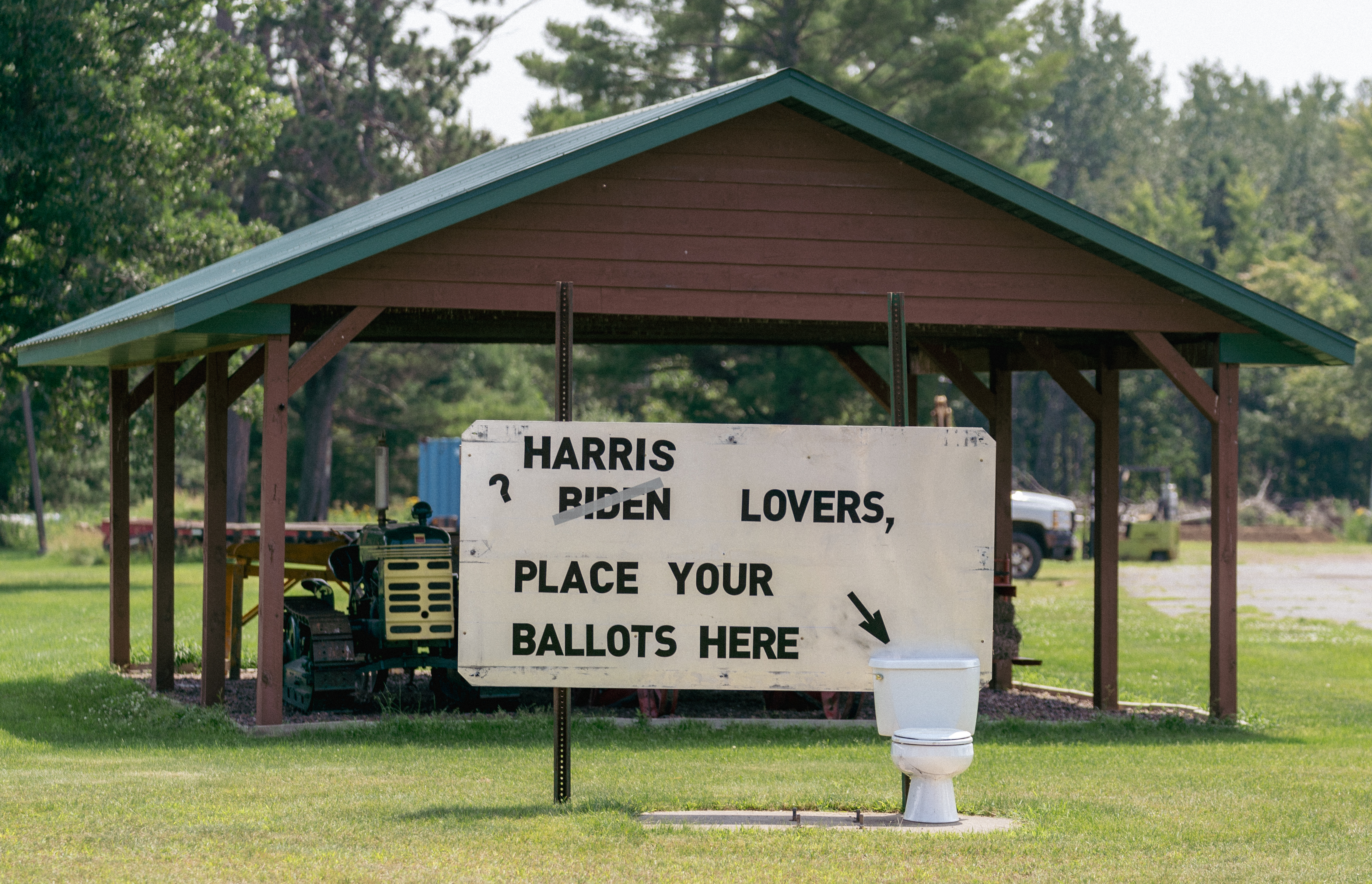
Cartel anti-Biden en Willow River (Minnesota), modificado para ser anti-Harris.

Tras el anuncio de la retirada de Biden, Trump emitió un comunicado en su plataforma de redes sociales, Truth Social, argumentando que su exoponente «no era apto para postularse para presidente, y ciertamente no es apto para servir», llamándolo «el peor presidente, con diferencia, en la historia de nuestra nación». La campaña de reelección de Trump preparó expedientes de investigación de oposición sobre Kamala Harris y el gobernador de Pensilvania, Josh Shapiro. La campaña tenía la intención de publicar mensajes críticos hacia Harris en la Convención Nacional Republicana, pero finalmente decidió no hacerlo.
Trump se quejó de la retirada de Biden en una publicación en Truth Social del 21 de julio y solicitó que se reembolse al Partido Republicano el dinero que gastó en campaña contra Biden. Trump también comparó el apoyo del Partido Demócrata a la sustitución de Biden con un «golpe de Estado». El lenguaje de «golpe de Estado» empleado por Trump fue ampliamente imitado por otros políticos y estrategas republicanos.

### Respuesta internacional
Alemania: El canciller Olaf Scholz publicó una declaración en Twitter, afirmando que «Joe Biden ha logrado mucho: para su país, para Europa, para el mundo... Gracias a él, la cooperación transatlántica es estrecha, la OTAN es fuerte y Estados Unidos es un socio bueno y confiable para nosotros. Su decisión de no presentarse nuevamente merece reconocimiento».
 Australia: El primer ministro Anthony Albanese elogió a Biden y dijo que «ha presidido una economía que ha visto crecer el empleo, que ha visto aumentar los salarios y que ha visto avanzar la transición que está ocurriendo a medida que el mundo avanza hacia el cero neto, además defender temas como la igualdad de género. El presidente Biden ha sido un gran amigo de Australia y eso continuará», afirmando también que «la Alianza Australia-Estados Unidos nunca ha sido más fuerte con nuestro compromiso compartido con los valores democráticos, la seguridad internacional y prosperidad económica y acción climática para esta y las futuras generaciones».
 Brasil: El presidente Luiz Inácio Lula da Silva dijo de Biden: «Sólo él podría decidir si será candidato o no» y «...la relación de Brasil será con quien resulte elegido».
 Canadá: El primer ministro Justin Trudeau dijo: «Conozco al presidente Biden desde hace años. Es un gran hombre y todo lo que hace está guiado por su amor por su país. Como presidente, es un socio de los canadienses y un verdadero amigo. Al Presidente Biden y la Primera Dama: gracias».
 República Checa: El primer ministro Petr Fiala declaró: «Es sin duda la decisión de un estadista que ha servido a su país durante décadas. Es un paso responsable y personalmente difícil, pero es aún más valioso. Cruzo los dedos para que en los Estados Unidos un buen presidente surja de la competencia democrática entre dos candidatos fuertes e iguales».
 China: En una rueda de prensa habitual el 22 de julio, el portavoz del Ministerio de Asuntos Exteriores chino, Mao Ning, declinó hacer comentarios y dijo que «la elección presidencial es un asunto interno de Estados Unidos».
 España: El presidente de Gobierno, Pedro Sánchez, afirmó en Twitter: «Toda mi admiración y reconocimiento por la valiente y digna decisión del presidente @JoeBiden. Gracias a su determinación y liderazgo, EE. UU. superó la crisis económica tras la pandemia y el grave asalto al Capitolio y ha sido ejemplar en su apoyo a Ucrania frente a la agresión rusa de Putin. Un gran gesto de un gran presidente que siempre ha luchado por la democracia y la libertad».
 Filipinas: El presidente Bongbong Marcos describió la retirada de Biden como «una demostración de genuina habilidad política» y le agradeció su «apoyo constante e inquebrantable a Filipinas en un momento delicado y difícil».
 Irlanda: En una declaración, Taoiseach Simon Harris agradeció a Biden, diciendo: «En nombre del pueblo y el gobierno de Irlanda. Yo... gustaría agradecerle, señor presidente, por su liderazgo global y su amistad mientras hace su anuncio de que no se presentará a las elecciones presidenciales de Estados Unidos de 2024... Joe Biden, en todos los cargos que ha ocupado, siempre ha sido una voz inquebrantable y un trabajador apasionado por la paz en la isla de Irlanda y nuestro país tiene una gran deuda con él por ello». Tánaiste Micheál Martin dijo que se enteró de la decisión de Biden «con tristeza y admiración... Esta ha sido sin duda la más difícil de las decisiones, pero se ha hecho, como siempre, con dignidad y clase. Sé que el pueblo de Irlanda le deseará al presidente Biden lo mejor».
 Israel: El presidente Isaac Herzog agradeció a Biden «por su amistad y su firme apoyo al pueblo israelí a lo largo de sus décadas de carrera», en una declaración en las redes sociales, y continuó: «Como el primer presidente de Estados Unidos en visitar Israel en tiempos de guerra, como destinatario de la Medalla de Honor Presidencial de Israel y como verdadero aliado del pueblo judío, es un símbolo del vínculo inquebrantable entre nuestros dos pueblos». El ministro de Defensa, Yoav Galant, dijo: «Gracias, presidente Joe Biden, por su apoyo inquebrantable a Israel a lo largo de los años. Su firme respaldo, especialmente durante la guerra, ha sido invaluable. Estamos agradecidos por su liderazgo y amistad».
 Noruega: El primer ministro Jonas Gahr Støre dijo a Reuters: «Respeto la decisión del presidente Joe Biden de no presentarse a la reelección. Justifica la decisión diciendo que quiere anteponer al país a él mismo. Ese razonamiento inspira respeto... Joe Biden ha sido uno de los políticos más destacados de Estados Unidos durante varias décadas y un presidente que ha llevado a cabo varias reformas importantes. Lo felicito especialmente por su liderazgo en la OTAN y espero trabajar con Biden como presidente de Estados Unidos hasta finales de enero».
 Nueva Zelanda: El primer ministro Christopher Luxon declaró: «El presidente Biden ha dedicado su vida al servicio público, y eso es algo que merece mucho respeto. Agradezco al presidente su liderazgo en los Estados Unidos y su compromiso con Nueva Zelanda. Espero trabajar con él durante el resto de su presidencia».
 Polonia: El primer ministro Donald Tusk dijo en Twitter: «Señor presidente @JoeBiden, muchas veces ha tomado decisiones difíciles que han hecho que Polonia, Estados Unidos y el mundo sean más seguros, y que la democracia y la libertad sean más fuertes. Sé que se guió por los mismos principios al anunciar su última decisión, quizás la más difícil de su vida».
 Reino Unido: El primer ministro Keir Starmer publicó una declaración en Twitter, diciendo que respeta la decisión de Biden de retirarse y espera trabajar con él durante el resto de su presidencia. El líder de la oposición y ex primer ministro Rishi Sunak también destacó los logros de Biden y le deseó lo mejor.
 Ucrania: El presidente Volodímir Zelenski dijo que su país respetaba la «dura pero fuerte decisión» de Biden y agradecía su «apoyo inquebrantable».